# Diversidad sexual en Jersey
Los derechos de las personas lesbianas, gays, bisexuales y transgénero (LGBT) en Jersey, una dependencia de la Corona británica, han evolucionado significativamente desde principios de los años 1990. La actividad sexual entre personas del mismo sexo se despenalizó en 1990. Desde entonces, las personas LGBT han obtenido muchos más derechos que los de los heterosexuales, como la igualdad de edad para el consentimiento (2006), el derecho a cambiar de género legal para las personas transgénero (2010), el derecho a contraer uniones civiles (2012), el derecho a adoptar niños (2012) y protecciones legales y contra la discriminación muy amplias basadas en la "orientación sexual, el cambio de género y el estado intersexual" (2015). Jersey es el único territorio británico que incluye explícitamente el "estado intersexual" en las leyes contra la discriminación. El matrimonio entre personas del mismo sexo es legal en Jersey desde el 1 de julio de 2018.
El estatus de los derechos LGBT es similar al del Reino Unido y las otras dos dependencias de la Corona (la Isla de Man y Guernsey). La sociedad acepta la homosexualidad y las relaciones entre personas del mismo sexo. Jersey organizó su primer evento público LGBT en julio de 2014, cuando cientos de participantes se reunieron en Saint Helier para pedir la legalización del matrimonio entre personas del mismo sexo.

## Ley sobre la actividad sexual entre personas del mismo sexo
Antes de 1990, la actividad sexual entre personas del mismo sexo era un delito penal. La edad de consentimiento se redujo de 21 a 18 años en 1995, exactamente un año después de que el Reino Unido redujera la edad de consentimiento a 18 años. La edad de consentimiento se ha mantenido igual a los 16 años desde 2006.

### Plan de indultos
En mayo de 2024, se anunció formalmente que se establecería un plan de indultos para eliminar los delitos sexuales homosexuales (anteriores a 1990) en lo que respecta a Jersey, de los antecedentes penales de una persona. Un plan de indultos similar conocido como la "Ley Alan Turing" se implementó en el Reino Unido mediante legislación.

## Reconocimiento de las relaciones entre personas del mismo sexo
Jersey permite a las parejas del mismo sexo contraer matrimonio o unión civil.

### Uniones civiles
El 20 de octubre de 2009, los Estados de Jersey (el Parlamento local) votaron a favor de las uniones civiles "en principio". La votación fue de 48 a favor, 1 en contra y 4 abstenciones. La legislación que permite las uniones civiles fue aprobada el 12 de julio de 2011. El proyecto de ley fue firmado por la reina Isabel II el 14 de diciembre de 2011 y registrado por la corte real el 6 de enero de 2012. La ley entró en vigor el 2 de abril de 2012. También permite a las parejas del mismo sexo registrar su unión civil en las iglesias, si la iglesia en cuestión decide hacerlo.
En marzo de 2022, un proyecto de ley fue aprobado en los Estados de Jersey que permite a las parejas heterosexuales contraer uniones civiles, no solo a las parejas del mismo sexo. Entró en vigor el 1 de enero de 2023.

### Matrimonio
El 22 de septiembre de 2015, los Estados de Jersey llegaron a un acuerdo de principio para legalizar el matrimonio entre personas del mismo sexo, con una votación de 37 contra 4. La legislación para que la ley entrara en vigor se presentó en octubre de 2017. Aunque se retrasó en varias ocasiones, la legislación sobre el matrimonio entre personas del mismo sexo fue aprobada por los Estados el 1 de febrero de 2018, con una votación de 43 contra 1. El proyecto de ley recibió la sanción real el 23 de mayo de 2018 y entró en vigor el 1 de julio de 2018. La primera pareja se casó poco después, el 9 de julio.

## Adopción y crianza
Tanto la adopción conjunta como la de hijastros son legales desde 2012, cuando entró en vigor la ley de unión civil. Además, las parejas de lesbianas pueden acceder a la inseminación artificial.
El 23 de junio de 2015, los Estados de Jersey acordaron introducir cambios en sus leyes de adopción, denominadas Ley de Adopción (Enmienda N.º 7) (Jersey) de 2015, para otorgar a las parejas no casadas plenos derechos de adopción. Anteriormente, solo las parejas casadas y las parejas en unión civil podían solicitar la adopción de niños. La ley entró en vigor el 16 de octubre de 2015.

### Introducción de la legislación sobre paternidad
En diciembre de 2023, se presentó una legislación para reconocer formalmente a los hijos de parejas del mismo sexo por paternidad de FIV y gestación subrogada ante la Asamblea de Jersey, una primicia legal para las Islas del Canal.

## Protección contra la discriminación
El 2 de junio de 2015, Jersey aprobó el Reglamento sobre Discriminación (Sexo y Características Relacionadas) (Jersey) de 2015, que protege a las personas LGBT e intersexuales de la discriminación. La legislación fue aprobada en tercera lectura por 37 miembros que votaron a favor, 1 abstención y 11 ausencias, y entró en vigor el 1 de septiembre de 2015.

## Identidad y expresión de género
Las personas transgénero pueden cambiar su género legal y que se les reconozca su nuevo género como resultado de la Ley de Reconocimiento de Género (Jersey) de 2010.
Además, las personas transgénero están totalmente protegidas por leyes contra la discriminación.

## Donación de sangre
Desde 2011, los hombres homosexuales y bisexuales pueden donar sangre, siempre que no hayan tenido relaciones sexuales en un año. En marzo de 2019, se confirmó que el criterio de los 12 meses está siendo revisado, tras la introducción de tecnología de análisis de sangre más avanzada. En diciembre de 2019, se reveló que esta revisión no se llevaría a cabo hasta 2021 por lo pronto.
En junio de 2021, se propone que las Islas del Canal implementen el "modelo del Reino Unido sobre evaluaciones basadas en el riesgo" de la donación de sangre. Aún no está claro cuándo entrará en vigor la política.

## Organizaciones locales que trabajan por los derechos LGBT
Libérate es la única organización en las Islas del Canal que representa a la comunidad LGBT local y a otros grupos minoritarios. Se estableció en Guernsey en febrero de 2014 y en Jersey en agosto del mismo año. La sucursal de Jersey presionó para garantizar que las personas intersexuales estuvieran incluidas en las Regulaciones de 2015 sobre Discriminación (Sexo y Características Relacionadas) (Jersey) y realizó campañas para legalizar el matrimonio entre personas del mismo sexo.